# Widłoróg
Widłoróg (Antilocapra) – rodzaj ssaków z podrodziny Antilocaprinae w obrębie rodziny widłorogowatych (Antilocapridae). 

## Rozmieszczenie geograficzne
Rodzaj obejmuje jeden żyjący współcześnie gatunek występujący w Ameryce Północnej.

## Morfologia
Długość ciała (bez ogona) 130–140 cm, długość ogona 9,7–10,5 cm, wysokość w kłębie 86–87,5 cm; masa ciała 30–80 kg.

## Systematyka
Rodzaj zdefiniował w 1818 roku amerykański przyrodnik i pisarz George Ord w artykule zatytułowanym O kilku zwierzętach Ameryki Północnej, m.in. o Rupicapra americana, Antelope americana, Cervus major lub Wapiti itp. opublikowanym na łamach „Journal de Physique, de Chimie, d’Histoire naturelle et des Arts”. Gatunkiem typowym jest (oznaczenie monotypowe) widłoróg amerykański (A. americana). 

### Etymologia
- Antilocapra (Antilopecapra): zbitka wyrazowa nazw rodzajów: Antilope Pallas, 1766 (antylopa) oraz Capra Linnaeus, 1758 (koziorożec)[13].
- Dicranocerus (Dicranoceros, Dicranoceras): gr. δικρανος dikranos ‘dwugłowy’; κερας keras, κερατος keratos ‘róg’[14]. Gatunek typowy: Smith wymienił dwa gatunki – Antilope furcifer C.H. Smith, 1821 (= Antilope americana Ord, 1815) i Antilope palmata C.H. Smith, 1821 (= Antilope americana Ord, 1815) – nie wskazując gatunku typowego.
- Mazama: meksykańskie nazwy mazame, magame lub teuthlamacame użyte przez Hernándeza (Nova plantarum, animalium et mineralium Mexicanorum historia wydane w 1651 roku)[15] na opisanie niektórych meksykańskich kopytnych[16]. Gatunek typowy (oryginalne oznaczenie): Antilope furcifer C.H. Smith, 1821 (= Antilope americana Ord, 1815).
- Neomeryx: gr. νεος neos ‘nowy’[17]; μηρυξ mērux, μηρυκος mērukos ‘przeżuwacz, zwierzę przeżuwające’[18]. Gatunek typowy (oznaczenie monotypowe): †Neomeryx finni Parks, 1925.

### Podział systematyczny
Do rodzaju należy jeden występujący współcześnie gatunek:
- Antilocapra americana (Ord, 1815) – widłoróg amerykański

Opisano również gatunki wymarłe:
- Antilocapra finni (Parks, 1925)[7] (plejstocen).
- Antilocapra pacifica G.D. Richards & McCrossin, 1991[20] (późny czwartorzęd).